# Dimitri Malignan
Dimitri Malignan, né en 1998 à Paris, est un pianiste français. Vainqueur à 19 ans du Prix Cortot 2017, il remporte en 2021 le troisième Prix ainsi que le Prix du Public et le Prix Bach au Concours musical international de Montréal.

## Biographie

### Jeunesse et formation
Né en 1998 à Paris de parents d'origine roumaine, petit-fils du compositeur Henry Mălineanu, Dimitri Malignan commence le piano à cinq ans avec Nicolas Horvath.[réf. nécessaire] Il est alors repéré par Jean-Paul Sevilla, qui joue un rôle important dans sa formation.
En 2011, Ludmila Berlinskaïa l'accueille dans sa classe à l'École normale de musique de Paris. Il y obtient les trois diplômes proposés par l'école avant de passer le diplôme supérieur de concertiste, Prix Cortot 2017, dont il est le plus jeune lauréat. Il est également diplômé de musique de chambre, d'histoire de la musique, d'analyse musicale, d'improvisation[réf. nécessaire] et d'écriture, ce qui lui permet aussi de composer.
À partir de 2016[réf. nécessaire], il se perfectionne au conservatoire d'Amsterdam avec Naum Grubert (nl). En 2020, il obtient à 22 ans son master cum laude.

### Carrière musicale
Dimitri Malignan se produit notamment dans les salles suivantes : salle Cortot et salle Colonne à Paris, salle de l'Institut à Orléans, Saint-Martin-in-the-Fields à Londres, Konzerthaus de Berlin, De Duif à Amsterdam, Merkin Concert Hall à New York, Athénée roumain à Bucarest, philharmonies de Timișoara et Craiova, philharmonie de Chișinău, musée Tchaïkovsky de Klin. Il se produit également en Italie, au Danemark et à Monaco.
Il est également invité à des festivals tels que les Flâneries musicales de Reims, le Trasimeno Music Festival, le Nohant Festival Chopin, Piano en Valois, Festival International Albert-Roussel, les Nuits du Piano d'Erbalunga et La Clé des Portes. Il collabore avec des chefs d'orchestre réputés tels que Yoav Talmi, Gian Luigi Zampieri ou Willem de Bordes.

### Projets
Dimitri Malignan s'intéresse à la promotion de répertoires méconnus. Ainsi, en 2020, il lance le projet Missing Voices, dédié aux compositeurs juifs assassinés pendant la Shoah. Il effectue ses recherches lors de la dernière année de son master. À travers l'organisation de plusieurs concerts en Europe et la réalisation d'un film documentaire, il espère alerter sur l'oubli qui entoure ces compositeurs,.
Il fonde à Amsterdam l'ensemble Bosmans and Beyond à Amsterdam pour promouvoir les compositrices néerlandaises, comme Henriëtte Bosmans.

## Discographie
Après avoir enregistré son premier CD en 2018 avec des œuvres de Robert Schumann et Sergueï Prokofiev (Passavant Music), Malignan publie en mars 2022 un nouvel album intitulé J.S. Bach Peregrinations (éditions Hortus), qui est très bien reçu par la critique musicale européenne,,. Dans le magazine Pianiste, Alain Cochard parle d'un « Bach singulier et prenant ». Il affirme que « Le jeune interprète explore la musique avec autant d'intelligence que de densité poétique ». Michel Le Naour, dans Cadences, souligne que « le jeu intériorisé du soliste tour à tour poétique et polyphonique contribue à la réussite de ces pérégrinations ».
Il apparaît également sur l'album Forbidden Music Regained 2021 (Donemus), où il enregistre en première mondiale des œuvres de Daniël Belinfante[réf. nécessaire].

## Récompenses
- 2009 : 3e Prix du Concours international de musique d'Osaka[4]
- 2009 : 2e Prix du Concours international de musique « American Protégé », New York[4]
- 2011 : 1er Prix du Concours international de piano « Antón García Abril », Teruel[4]
- 2016 : 1er Prix au Concours national de musique « Mihail Jora », Bucarest[20]
- 2017 : Prix Cortot de l'École normale de musique de Paris[21],[22]
- 2019 : 5e Prix au Concours international de piano « Antoine de Saint-Exupéry », Saint-Priest[23]
- 2020 : Bourse de la Yamaha Music Foundation of Europe, Anvers[24]
- 2021 : 3e Prix, Prix du Public ICI Musique et Prix Festival Bach Montréal au Concours musical international de Montréal[25]